# Enrique Pérez de Guzmán el Bueno
Enrique Pérez de Guzmán el Bueno (Còrdova, 1826-Madrid, 1902) va ser un aristòcrata, polític i periodista espanyol, d'ideologia republicana federal. Va ser diverses vegades diputat a Corts durant el Sexenni Democràtic.

## Biografia
Va néixer en Còrdova el 14 de juliol de 1826. Va estudiar Filosofia i Lleis a la Universitat de Sevilla. En la seva carrera política va ser diverses vegades diputat a Corts: al maig de 1869 va obtenir escó per Barcelona en substituir Joan Tutau i Vergés.
 A les eleccions de 1871 va obtenir acta de diputat pel districte de Còrdova, que va repetir en les de agost de 1872. A les de maig de 1873, ja durant la Primera República, va obtenir escó per Càceres.
Marquès de Santa Marta, fou col·laborador dels diaris La República Federal i La República Ibérica,, a més de sostenir durant uns anys al periòdic federal La República. Va ser membre de la francmaçoneria i va exercir com a sobirà gran maestre del Gran Consell General Ibèric entre 1890 i 1893. Mort el 4 de març de 1902 en Madrid, va ser enterrat al cementiri de San Isidro.